# Harry Hylén
Harry Julius Albert Hylén (11. juni 1900 i København – 1976 i Charlottenlund) var en dansk erhvervsmand. Han grundlagde i 1926 den første Fona-butik i et kælderlokale på Christianshavn. Han var far til Lise Rafaelsen.
Dengang var det udelukkende radioer, som FONA forhandlede, men i 1927 kom der også grammofoner og grammofonplader på programmet. Det satte gang i væksten i det lille kælderlokale. Det var imidlertid først i 1933, at FONA virkelig kom på landkortet. Dengang indregistrede Harry Hylén firmanavnet Dansk Radio Fjernsyn og annoncerede i en pressemeddelelse "Verdens ottende Underværk – Fjernsynet". Pressemeddelelsen demonstrerer Harry Hyléns teknologioptimisme, som også prægede hans fremtidige tilgang. Fra da af solgte FONA både radio, tv og grammofoner. 
Han er begravet på Ordrup Kirkegård.